# Fulisagafou Hauma
Fulisagafou Hauma – tuwalski piłkarz grający na pozycji obrońcy, reprezentant kraju.

## Kariera klubowa
W 2007 roku, Hauma występował w tuwalskim klubie FC Nanumaga.

## Kariera reprezentacyjna
Podczas eliminacji do Mistrzostw Świata w 2010 roku, Hauma reprezentował Tuvalu w trzech spotkaniach. W pierwszym meczu eliminacji (przeciwko reprezentacji Fidżi), Hauma był rezerwowym. W kolejnym meczu, (przeciwko Nowej Kaledonii), Hauma grał w podstawowej "jedenastce", a w 84. minucie zmienił go Hetoa Kaio. W trzecim spotkaniu (przeciwko Polinezji Francuskiej) Hauma grał w podstawowym składzie do 85. minuty, kiedy zmienił go Semese Alefaio; ponadto Hauma dostał upomnienie w postaci żółtej kartki. W kolejnym meczu eliminacji przeciwko drużynie Wysp Cooka, zawodnik ten także był podstawowym zawodnikiem na ten mecz; ponownie został zmieniony, tym razem w 81. minucie przez Semesę Alefaio. W wymienionych wyżej spotkaniach Tuwalczycy odnieśli trzy porażki i jeden remis, tracąc przy tym 22 gole. Ostatecznie, reprezentacja tego kraju zajęła ostatnie miejsce w swojej grupie i nie odniosła awansu do kolejnej fazy eliminacji.